# Ettela'at
Ettelā'āt (en persan : اطلاعات, Informations) est un quotidien iranien. Le journal publie aussi Ettelā'āt International (en persan : ﺍﻃﻠﺎﻋﺎﺕ ﺑﻴﻦ المللى), l'unique quotidien international en persan, mais également la Revue de Téhéran, le seul mensuel iranien en langue française. Il publia aussi de 1935 à 1979 le Journal de Téhéran, quotidien en langue française.
Le journal a été fondé en 1927. Le 8 septembre 1979, pendant la révolution iranienne, la propriété de ce journal est transférée à la Fondation des déshérités (Bonyad-e Mostazafen va Janbazan).